# Sietas Typ 50
Der Typ 50 ist ein Küstenmotorschiffstyp der Sietas-Werft in Hamburg-Neuenfelde, von dem im Jahr 1966 mit der Gorch Fock nur ein Exemplar gebaut worden ist.

## Geschichte
Das vom Kapitänsreeder Hinrich Brümmer aus Hamburg-Cranz in Auftrag gegebene Typschiff Gorch Fock lief am 11. Juni 1966 mit der Baunummer 605 vom Stapel. Es absolvierte am 9. Juli 1966 seine Probefahrt und wurde am selben Tag mit Heimathafen Hamburg von der Werft abgeliefert. Mit der Bereederung des Schiffs war der Hamburger Schiffsmakler Walther Möller & Co. beauftragt worden. Nach dem Tod von Hinrich Brümmer wurde Robert Brümmer 1980 als Eigner der Gorch Fock eingetragen. Im Jahr 1985 kaufte Heidrun Harder-Bergfleth aus Husum das Schiff und benannte es in Esperanza B um. Die Bereederung übernahm der Husumer Schiffsmakler Wilhelm E. F. Schmid.
Am 8. Dezember 1990 sank die Esperanza B im Nord-Ostsee-Kanal zwischen Hochdonn und Burg/Dithmarschen, nachdem sie auf Höhe des Kanalkilometers 17,5 mit dem russischen Fluss-Seeschiff Sormovskiy 3067 kollidiert war. Die mit Steinen beladene Esperanza B befand sich auf der Reise von Bornholm nach Helgoland. Das Wrack wurde ab dem 12. Dezember mit einem Schwimmkran der Bugsier-Reederei in mehrere Stücke zerbrochen und in Einzelteilen gehoben. Die Teile trafen am 18. Dezember 1990 mit einem Ponton zur Verschrottung in Cuxhaven ein.

## Technik
Die Gorch Fock hatte eine Gesamtlänge von 50,00 m (45,00 m Lpp, 47,45 m registrierte Länge), eine Breite von 8,62 m und eine Seitenhöhe von 3,15 m. Bei Ablieferung war sie mit 299 BRT (181 NRT), einer Tragfähigkeit von 585 dwt und einem maximalen Tiefgang von 2,85 m vermessen worden. Das Schiff besaß einen kastenförmigen Laderaum mit einem Schüttgut-Rauminhalt von 688 m³ (594 m³ Ballenraum). Der Laderaum hatte einen durchgehenden Doppelboden mit ebener Tankdecke. Die Luke war 23,00 m lang und 5,40 m breit. Es wurden einfache Lukendeckel aus Holz mit seefester Abdeckung aus Persenning verwendet. Als werftseitiges Ladegeschirr hatte das Schiff zwei hydraulische Ladebäume mit einer Tragkraft von jeweils zwei Tonnen erhalten, die man nach dem Verkauf im Jahr 1985 entfernte. Die Gorch Fock wurde von einem  299 PS leistenden Sechszylinder-Viertakt-Dieselmotor des Herstellers Klöckner-Humboldt-Deutz (KHD) angetrieben, der auf einen Festpropeller wirkte. Ihre Höchstgeschwindigkeit betrug 9 Knoten.